# Hubert Laws
Hubert Laws, född 10 november 1939, är en amerikansk flöjtist. Han har en 50 år lång karriär bakom sig inom jazz, klassisk musik och andra musikaliska genrer. Laws är en av få klassiska musiker som även tagit sig an jazz, pop och rythm and blues-stilar.

## Biografi
Hubert Laws, Jr. föddes den 10 november 1939 i Houston, Texas. Han var det andra av åtta barn till Hubert Laws, Sr. och Miola Luverta Donahue. Flera av hans syskon är också musiker, hans bror Ronnie Laws som är saxofonist, och hans andra syskon Eloise, Debra, and Johnnie Laws, som är sångare alla tre. 
Han började spela flöjt när han studerade på high school, där han spelade i skolan orkester. Han blev väldigt bemästrad på jazzimprovisation, när han spelade i jazzgruppen Swingsters, som senare även använde sig av bandnamnen Modern Jazz Sextet, the Night Hawks, och the Crusaders. 
Han har spelat med musiker som Herbie Hancock, Stevie Wonder McCoy Tyner, Nancy Wilson, Quincy Jones, Paul McCartney, Paul Simon, Aretha Franklin, Ella Fitzgerald, Sarah Vaughan, Lena Horne, Leonard Bernstein, James Moody, Jaco Pastorius, Sérgio Mendes, Bob James, Carly Simon, George Benson, Clark Terry, J. J. Johnson och The Rascals.

## Prisnomineringar
| Hubert Laws Grammy Award-historik |                                              |                  |       |           |                         |
| År                                | Kategori                                     | Titel            | Genre | Skivbolag | Resultat                |
| 1979                              | Best Rhythm & Blues Instrumental Performance | Land of Passion  | Jazz  | Columbia  | Nominerad (ingen vinst) |
| 1974                              | Best Jazz Performance - Soloist              | In the Beginning | Jazz  | CTI       | Nominerad (ingen vinst) |
| 1973                              | Best Jazz Performance - Soloist              | Morning Star     | Jazz  | CTI       | Nominerad (ingen vinst) |

## Diskografi

### Som frontman
| År   | Titel                                                           | Genre               | Skivbolag          |
| ---- | --------------------------------------------------------------- | ------------------- | ------------------ |
| 1964 | The Laws of Jazz/Flute By-Laws                                  | Jazz                | Atlantic           |
| 1969 | Crying Song                                                     | Jazz                | CTI                |
| 1970 | Afro-Classic                                                    | Jazz                | CTI                |
| 1970 | The Best of Hubert Laws (Reissue 1990)                          | Jazz                | Sony               |
| 1971 | The Rite of Spring                                              | Klassiskt           | CTI                |
| 1972 | Wild Flower                                                     | Jazz                | Atlantic           |
| 1973 | Carnegie Hall                                                   | Jazz                | CTI                |
| 1974 | In the Beginning                                                | Jazz                | CTI                |
| 1975 | Chicago Theme                                                   | Jazz                | King               |
| 1975 | The San Francisco Concert                                       | Jazz                | CTI                |
| 1976 | Romeo & Juliet                                                  | Soul Jazz/Jazz Funk | CTI                |
| 1978 | Say It With Silence                                             | Jazz                | Columbia           |
| 1978 | Land of Passion                                                 | Jazz                | Columbia           |
| 1980 | Family                                                          | Jazz                | Columbia           |
| 1980 | Hubert Laws and Earl Klugh: How to Beat the High Cost of Living | Jazz                | Columbia           |
| 1983 | Make It Last                                                    | Jazz                | Columbia           |
| 1990 | My Time Will Come                                               | Jazz                | Music Masters Jazz |
| 1994 | Storm Then the Calm                                             | Jazz                | Music Masters Jazz |
| 1998 | Hubert Laws Remembers the Unforgettable Nat "King" Cole         | Pop                 | RKO/Unique         |
| 2002 | Baila Cinderella                                                | Jazz, Latin jazz    | Scepterstein       |
| 2004 | Moondance                                                       | Jazz                | Savoy Jazz         |
| 2005 | Hubert Laws Plays Bach for Barone & Baker                       | Klassisk            | Denon Records      |
| 2006 | Hubert Laws Live - 30-year Video Retrospective                  | Jazz                | Spirit Productions |
| 2009 | Flute Adaptations of Rachmaninov & Barber                       | Klassisk            | Spirit Productions |

### Tillsammans med andra
Med Gary McFarland
- America The Beautiful, Am Account of its Disappearance (1968)

Med Walter Wanderley
- When It Was Done (1968)
- Moondreams (1969)

Med Quincy Jones
- Walking In Space (1969)

Med George Benson
- Tell It Like It Is (1969)
- The Other Side of Abby Road (1969)
- White Rabbit (1972)
- Good King Bad (1975)
- In Concert - Carnegie Hall (1978)
- Pacific Fire (1983)

Med Randy Weston
- Blue Moses (1972)

Med Freddie Hubbard
- First Light (1971)
- Skydive (1972)

Med Ron Carter
- Uptown Conversation (1970)
- Blues Farm (1973)
- Spanish Blue (1975)

Med McCoy Tyner
- Together (1978)
- La Leyenda de La Hora (1981)

Med Chet Baker
- She Was Good to Me (1972)
- Studio Trieste (1982)

Med Chick Corea
- The Complete "IS" Sessions (1969)
- Tap Step (1980)

Med Alphonse Mouzon
- Morning Sun (1981)

Med Stanley Turrentine
- If I Could (1993)